# LG Viewty
 (janvier 2021).
Si vous disposez d'ouvrages ou d'articles de référence ou si vous connaissez des sites web de qualité traitant du thème abordé ici, merci de compléter l'article en donnant les références utiles à sa vérifiabilité et en les liant à la section « Notes et références ».
Le LG Viewty, ou LG KU990, est un téléphone mobile de 4e génération tactile de la marque LG Electronics. Le Viewty est disponible à un prix inférieur et chez plusieurs opérateurs ce qui justifie des ventes plus élevées que l'iPhone de première génération – 410 000 unités sur les cinq premières semaines,. Le Viewty est disponible en différents coloris : noir, argent, violet, rose, blanc et rouge. À la suite de son succès, un modèle sans la 3G a été lancé : le LG Cookie (KP500/KP501) avec un coût encore plus faible et attirant une clientèle plus modeste et peu intéressée par cette fonction.

## Caractéristiques
Caractéristiques techniques :
- Écran LCD tactile 3" Définition : 240 × 400 pixels (262 144 couleurs)
- Appareil photo numérique CMOS 5.0 Mp possible grâce aux nouvelles versions mégapixels (optiques de marque Schneider Kreuznach) + flash + module anti-yeux rouges + stabilisateur d'image + ISO 800 + Smart light + prise de vidéos en 120 images par seconde pour les ralentis.
- Lecteur vidéo 3GP, MPEG4, DivX (pas de lecture XviD cependant)
- Lecteur MP3
- Lecteur de documents pour Microsoft Word, Excel, PowerPoint et fichiers PDF Adobe avec fonction zoom.
- Email, SMS, MMS, JAVA
- Port MicroSD (jusqu'à 2 Go selon le mode d'emploi de l'appareil, mais le Viewty prend sans problème en charge les cartes MicroSD HC jusqu'à 8 Go)
- Bluetooth 2.0
- Autonomie en veille : 340 heures
- Autonomie en communication : 3,5 heures
- Mémoire interne : 100 Mo
- Poids : 112 g
- Dimensions: 103.5 × 54.4 × 14,8 mm
- TRI-bandes
- USB 2.0
- Radio en stéréo
- Appels vidéo
- Reconnaissance de l'écriture manuscrite

## Le second téléphone portable certifié DivX

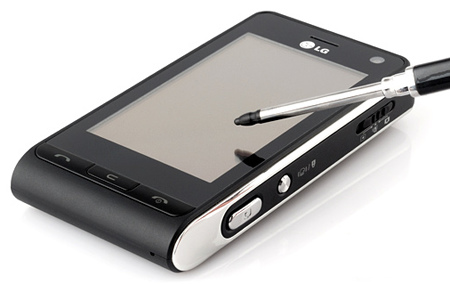
Le LG Viewty et son stylet

Le LG Viewty est le deuxième téléphone portable certifié DivX (après le Samsung SGH-F500). Il permet la lecture des formats suivants :
- 3GPP
- DivX
- H.263
- H.264
- MPEG4

et pour l'audio :
- AAC
- MIDI
- MP3
- WAV
- WMA

(Les .MIDI de autres téléphones peuvent augmenter le son)
Les vidéos prises en haute qualité à 30 images par seconde (640*480) ainsi qu'à 120 images par seconde (320×240) sont enregistrées au format .AVI en utilisant la compression DivX, tandis les vidéos de plus faible définition (320×240 à 30 images par seconde) sont enregistrées au format .3gp. Le Viewty lit également les animations en .swf avec une limitation de taille à 100 Ko. L'appareil photo numérique et le support DivX sont les principaux arguments de ventes de LG.

## Accessoires
Il existe un certain nombre d'accessoires pour le Viewty, dont :
- Un dock de recharge
- Un stylet lumineux
- Un câble de sortie TV
- De coques et étuis de protection (cuir, plastique)